# Max Morel

Max Morel est un acteur et directeur de casting français.

## Filmographie partielle

### Cinéma
- 1974 : Le Voyage d'Amélie de Daniel Duval
- 1975 : Que la fête commence de Bertrand Tavernier
- 1976 : Les Lolos de Lola de Bernard Dubois
- 1976 : L'Affiche rouge de Frank Cassenti
- 1983 : L'Été meurtrier de Jean Becker
- 1988 : Il y a maldonne de John Berry : Thévenot
- 1990 : Bienvenue à bord ! de Jean-Louis Leconte
- 1993 : Pétain de Jean Marbœuf
- 1997 : J'irai au paradis car l'enfer est ici de Xavier Durringer : Max
- 1999 : Je suis né d'une cigogne de Tony Gatlif
- 2002 : Laissez-passer de Bertrand Tavernier
- 2005 : Quartier V.I.P. de Laurent Firode
- 2005 : Il était une fois dans l'Oued de Djamel Bensalah
- 2010 : À bout portant de Fred Cavayé
- 2012 : Par amour de Laurent Firode
- 2012 : Thérèse Desqueyroux de Claude Miller : Balion
- 2013 : Au bonheur des ogres de Nicolas Bary
- 2015 : 600 euros d'Adnane Tragha

### Télévision
- 1972 : Les Cinq Dernières Minutes (série télévisée), saison 1, épisode 53 : Meurtre par la bande de Claude Loursais
- 1993 : Nestor Burma (série télévisée), saison 3, épisode 1 : L'homme au sang bleu : Robert Poitevin
- 2006 : Trois Jours en juin, téléfilm de Philippe Venault : un villageois
- 2011 : Les Beaux Mecs (série télévisée de 8 épisodes) de Gilles Bannier : Pierrot
- 2014 : Chefs (série télévisée) d'Arnaud Malherbe et Marion Festraëts : Lucien
- 2011 : Braquo (série télévisée) d'Olivier Marchal

### Web série
- 2008 : Zimlo le Daron du Rap